# Aral Simsir
Doğuhan Aral Şimşir (født 19. juni 2002) er en dansk-tyrkisk professionel fodboldspiller, der spiller som angriber for FC Midtjylland. Han er født i Køge i Danmark, men spiller for Tyrkiets U21-landshold.

## Klubkarriere

### Midtjylland
Şimşir spillede først på ungdomsholdene i HB Køge, inden han skiftede til FC Midtjylland på U15-niveau. Den 1. juni 2020, som 17-årig, fik han sin Superligadebut, da han i det 64. minut kom ind som erstatning for Anders Dreyer i 1-0-nederlaget til AC Horsens. Den 22. september 2021 scorede Şimşir sit første senior mål i en 5-0-sejr over Kjellerup IF i DBU Pokalen.

#### Lån til Jerv
Den 7. marts 2022 kom Şimşir til den norske klub Jerv på lån til sæsonen 2022. Han scorede sit første mål for klubben den 18. april , og blev matchvinder i en 1–0 sejr mod Kristiansund i Eliteserien. Simsir scorede debutmål i en snæver Jerv-sejr.

## Landsholdskarriere
Şimşir er født i Danmark og er af tyrkisk afstamning. Han har repræsenteret Danmark op til U-19-niveau, og har derefter repræsenteret Tyrkiet på U-21-niveau.

## Privatliv
Şimşir er søn af tyrkiske forældre i Danmark. Hans familie kommer fra byen Sarkisla i Sivas-provinsen i Centralanatolien, og derfor er hans trøjenummer 58, som også er regionens registreringsnummer.